# Mérenrê Ier
Mérenrê Ier est un roi de la VIe dynastie qui a régné aux alentours de -2255 à -2246. Il est le fils de Pépi Ier et le père de Pépi II. Il s'est fait construire un complexe funéraire pyramidal resté inachevé à Saqqarah.

## Généalogie
Ses parents sont le roi Pépi Ier et la reine Ânkhésenpépi Ire (aussi nommée Ânkhnesmérirê Ire). Une seule épouse lui est connue, la reine Ânkhésenpépi II (aussi nommée Ânkhnesmérirê II), avec qui il a eu son successeur Pépi II. Il est également le père de la reine Ânkhésenpépi III, ainsi que peut-être de la reine Ipout II (ou bien elle est la fille de Pépi Ier).

## Longueur du règne
Bien que le règne de Mérenrê n'ait pas pu être très long, il y a une grande incertitude quant à sa durée exacte. Dans le Canon royal de Turin du Nouvel Empire, la durée de règne qui lui est attribuée est très mal conservée. Seuls quatre traits sont clairement visibles, ce qui peut être lu comme un 4. Devant eux, il y a encore plusieurs signes, qui ont été lus par différents chercheurs comme 10, 40 ou comme des signes de mots pour mois. Il y a donc trois lectures possibles : 44 ans, 14 ans et x années et 4 mois. Si la première possibilité est unanimement considérée comme irréaliste, les deux autres font l'objet de discussions assez controversées. Wolfgang Helck a proposé une lecture comme [6] ans et 4 mois ce qui correspond aux déclarations du prêtre égyptien Manéthon, vivant au IIIe siècle avant notre ère, qui attribua sept années de règne pour Mérenrê. La proposition de Helck est acceptée par Thomas Schneider ou Jürgen von Beckerath, par exemple.
Les dates contemporaines n'apportent aucune précision ici, puisque seules quatre ont survécu au total. L'inscription indiquant la plus longue durée de règne est une Année après le 5e recensement. Il s'agit du recensement national du bétail à des fins fiscales. Ce recensement était initialement effectué tous les deux ans (c'est-à-dire qu'une Année du 10e recensement était suivie d'une Année après le 10e recensement), mais plus tard, il se peut qu'il ait également eu lieu annuellement (une Année du 10e recensement était suivie d'une Année du 11e recensement). Le fait qu'il s'agit d'une Année après le 5e recensement indique que le recensement était probablement bisannuel pendant le règne de Mérenrê. Ainsi, ceci permet d'indiquer une durée de règne minimale de 11 ou 12. Ceci est en accord avec le degré d'avancement de son complexe funéraire qui possédait à sa mort tous les éléments constitutifs nécessaires pour assurer le culte royal.

## Règne

### Activités architecturales
Il existe des preuves que Mérenrê Ier a fait faire des travaux sur le temple d'Osiris à Kom el-Sultan près d'Abydos. Cependant, seuls les fragments de plusieurs stèles privées retrouvés dans les fondations du temple, qui a été entièrement rénové au cours de la XIIe dynastie, en témoignent. On ne peut en déduire la nature et l'étendue des travaux du règne de Mérenrê. Mérenrê est également attesté à Éléphantine, mais seulement par un naos.

### Statues
Les seules représentations connues qui peuvent être attribuées avec certitude à Mérenrê sont deux petits sphinx d'origine inconnue. Le premier se trouve maintenant au Musée national d'Écosse à Édimbourg (Inv.-No. 1984.405). La pièce est faite d'ardoise et ne mesure que 5,7 × 1,8 × 3,2 cm. Le roi porte une barbe de cérémonie et une coiffe némès avec un serpent uræus sur le front. Au lieu de pattes de lion, les pattes avant se terminent en mains humaines, dans lesquelles Mérenrê tient devant lui deux pots sphériques. Sur la face inférieure du sphinx, le nom de Mérenrê est inscrit Le deuxième sphinx se trouve au Musée Pouchkine de Moscou (Inv.-No. I.1.a.4951). Il est fait de pierre rouge ou d'ardoise.
L'attribution d'une statue découverte par James Edward Quibell à Nekhen à la fin du XIXe siècle est cependant douteuse. La figure debout est en cuivre ciselé et a une hauteur de 65 cm. Elle se trouvait à l'intérieur d'une plus grande statue en cuivre, qui est attribuée à Pépi Ier par une inscription. Comme la plus petite statue n'a pas d'inscription, elle est l'objet de différentes suppositions quant à son identité. Une hypothèse est qu'elle représente Mérenrê, qui a été nommée héritier du trône lors des célébrations de la fête-Sed de Pépi Ier. Selon une autre hypothèse, il s'agirait d'une représentation de Pépi Ier rajeuni par cette même fête-Sed.

### Objets
On possède par ailleurs des objets qui sont directement reliés au roi et à son culte et apportent un éclairage sur son existence :
- Un coffret en ivoire au nom de Mérenrê est conservé au Musée du Louvre. Ce mobilier assez bien conservé semble être destiné à abriter des effets personnels. Le cartel du Musée du Louvre indique comme provenance incertaine la ville de Thèbes[12]. Il serait un témoin de l'antiquité de la présence royale dans cette cité promise a un grand avenir aux périodes suivantes de l'histoire du pays. Il porte sur son couvercle un grand cartouche qui intègre en une formule les principales titulatures du roi[13].
- On connaît plusieurs vaisselles au nom du roi. On citera notamment un grand vase cylindrique en albâtre qui est conservé au Musée archéologique de Florence. Il provient probablement du mobilier rituel d'un temple ou plus spécifiquement du temple de culte du roi et de sa pyramide. Sur le flanc du vase, on trouve gravé dans la pierre un tableau présentant deux des cinq noms du roi. Le nom d'Horus, Ânkhkhaou inscrit dans un serekh, le nom de Nebty, Mérenrê inscrit dans un cartouche, le tout dans un cadre formé par une ligne de terre, supportant une frise de signes respectivement : Ouas, Ânkh, Di, Ânkh, Di, Djed, hiéroglyphes qui viennent qualifier chacune des titulatures. L'ensemble est encadré par deux longs sceptres ouas supportant un signe du ciel.

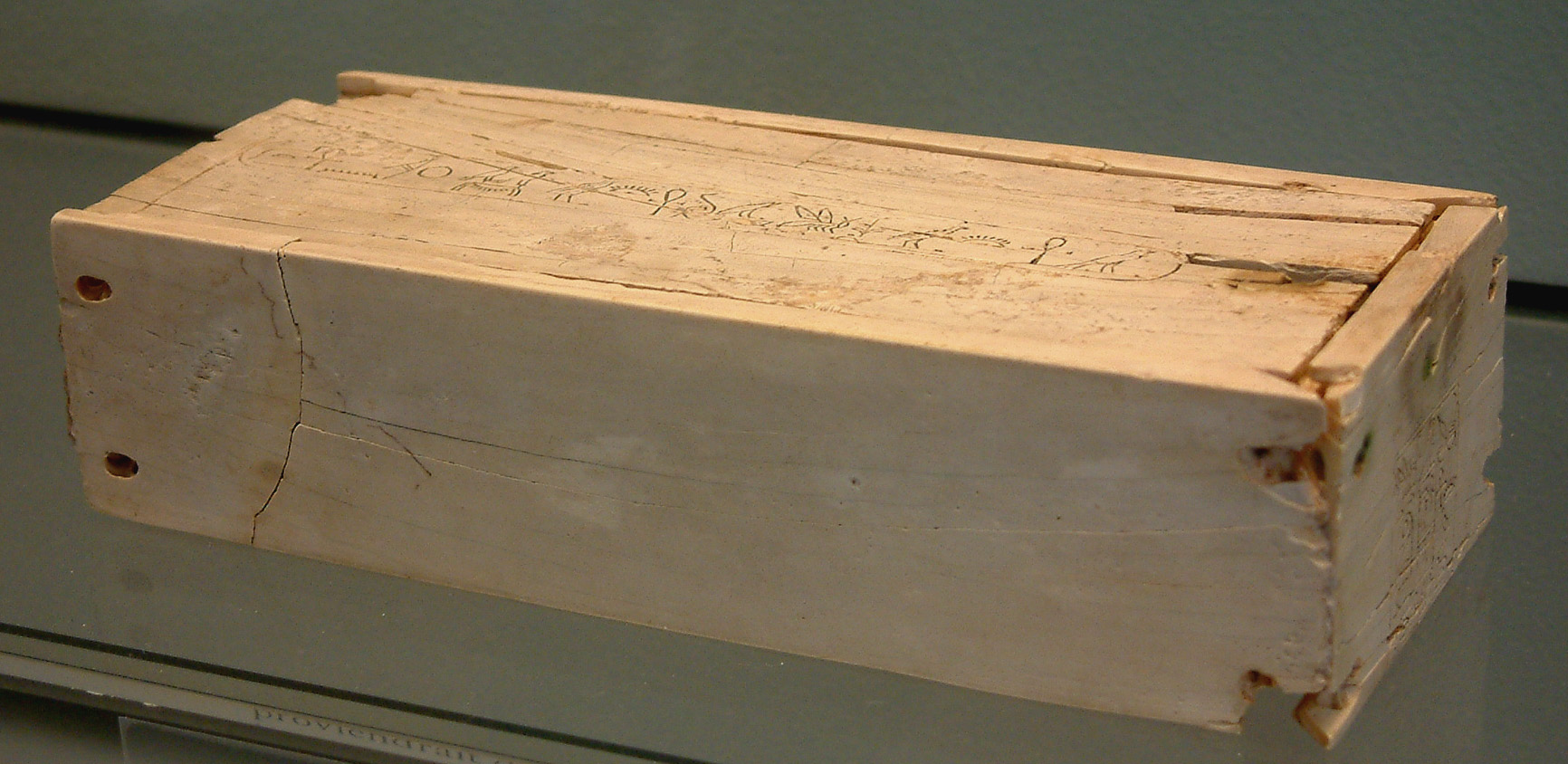
Coffret en ivoire, Musée du Louvre
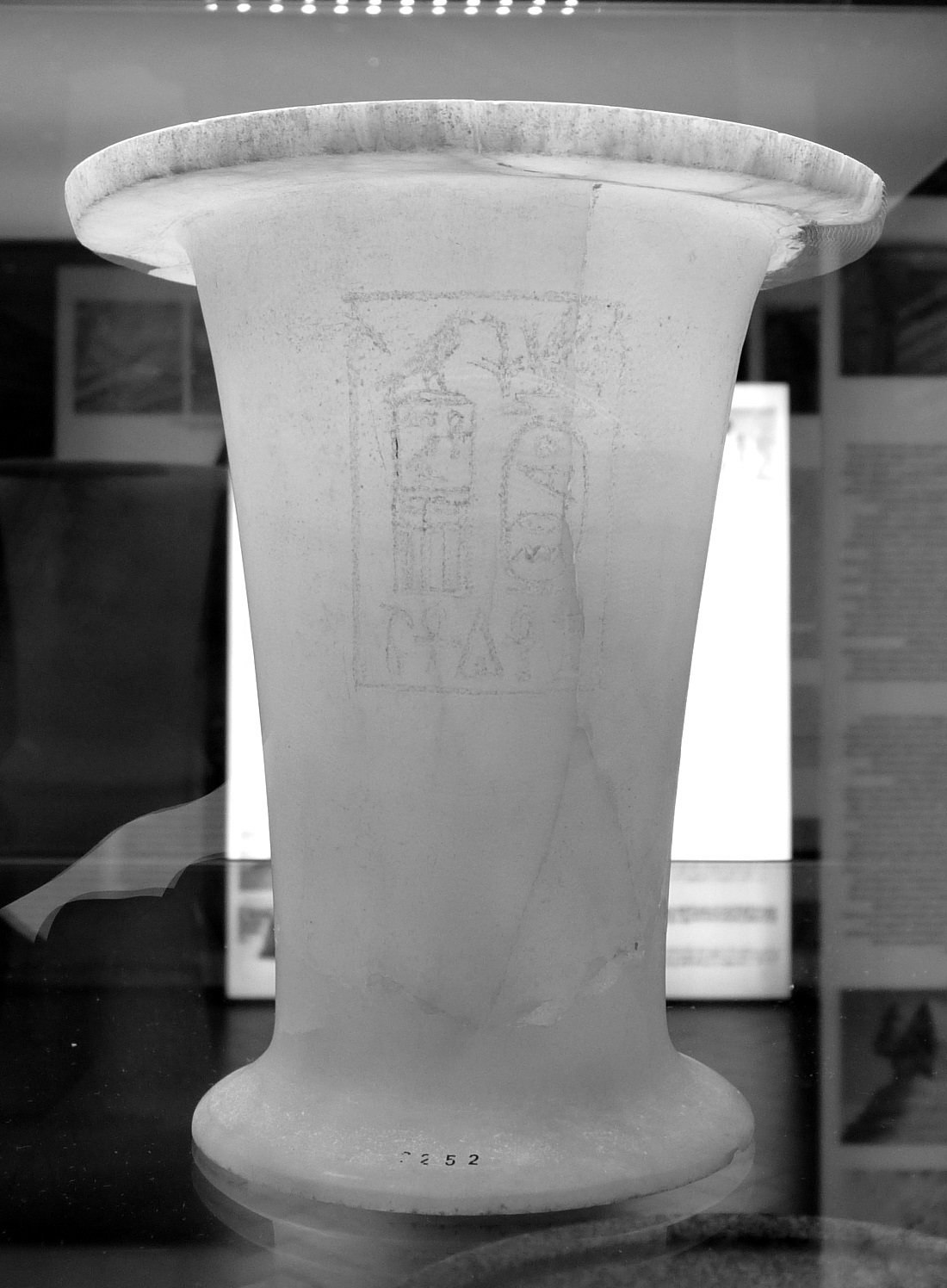
Vase en albâtre, Musée archéologique national de Florence

### Activités hors d'Égypte

#### Commerce et expéditions minières
Ouni, enterré à Abydos, servant déjà sous le règne de Pépi Ier et nommé Chef de la Haute-Égypte sous Mérenrê Ier, mentionne une expédition dans son autobiographie, qui l'a conduit aux carrières d'albâtre de Hatnoub, en Moyenne-Égypte, où il a fait faire une tablette d'offrandes, Une autre expédition commandée par Mérenrê est attestée au ouadi Hammamat afin d'en rapporter de la grauwacke, pierre dure, certainement destinée à sculpter des statues le représentant.
Ouni dirigea également deux expéditions dans les carrières de Nubie. La première l'a conduit à Ibhat, d'où il a apporté le sarcophage et le pyramidion pour la pyramide du roi, et aux carrières de granit d'Éléphantine, où il a fait faire, entre autres, une fausse porte et une table d'offrandes. La deuxième expédition l'a emmené dans un endroit non spécifié en Nubie. De là, il apporta à nouveau du matériel de construction pour la pyramide royale. Pour éviter les rapides de la première cataracte du Nil, Ouni fit creuser cinq canaux et construire des bateaux de transport par des Nubiens.

#### Expéditions militaires
Sous le règne de Mérenrê, la Nubie est devenue le centre des intérêts de la politique étrangère égyptienne. D'une part, deux inscriptions rupestres près d'Assouan, qui montrent que le roi accepte la soumission des princes de Basse-Nubie, en témoignent. La première est située sur l'ancienne route entre Assouan et Philæ. Elle n'est pas datée, mais montre le roi debout sur un signe d'union, ce qui pourrait indiquer sa première année de règne La deuxième inscription se trouve en face de l'île d'el-Hesseh et date de la 5e année du recensement de Mérenrê,. Une autre inscription royale se trouve à Tomâs en Basse-Nubie.
Un autre fonctionnaire important était Hirkhouf, qui, après Ouni, a également accédé au poste de Chef de la Haute-Égypte. Comme on peut le voir dans l'autobiographie de son tombeau à Qubbet el-Hawa près d'Assouan, il a entrepris au total trois expéditions sous Mérenrê, qui l'ont emmené au plus profond de la Nubie et du désert libyen pour y explorer les pays et faire du commerce. Le premier voyage qu'Hirkhouf a fait avec son père Iri a duré sept mois et l'a conduit au Pays de Yam, qui n'a pas encore été localisé avec certitude. Le second voyage, mené par Hirkhouf seul, a duré huit mois et l'a conduit à travers plusieurs régions de Nubie. Le troisième voyage est décrit de manière très détaillée et s'est déroulé dans des conditions difficiles. Hirkhouf a rencontré le dirigeant du Pays de Yam alors que ce dernier était en campagne militaire contre la Libye. Après un échange, le souverain de Yam lui fournit des soldats dont Hirkhouf a besoin pour pouvoir passer sans encombre les pays de Satjou et d'Irtjet sur son chemin de retour.

### Politique intérieure
Seules quelques sources sont disponibles sur l'étendue exacte des réformes de l'administration de l'État introduites sous Mérenrê. Toutefois, on constate que la tendance à la décentralisation en Égypte, qui a démarré depuis un certain temps, s'est poursuivie. Ceci est mis en évidence par le fait que les nomarques de Haute-Égypte ne résidaient plus à Memphis, mais dans les provinces et que ces derniers s'y faisaient également enterrer pour la première fois. En outre, de nouvelles institutions ont été créées dans la résidence royale, qui étaient spécifiquement chargées de l'administration de la Haute-Égypte.
Un document essentiel renseigne sur la politique intérieure du roi, notamment religieuse. Il s'agit d'un texte type pierre de Palerme, retrouvé remployé comme couvercle du sarcophage d'Ânkhésenpépi III à Saqqarah, une reine qui a vécu la fin de la VIe dynastie. Cette pierre, dont la gravure a été intentionnellement effacée par les artisans qui s'attachèrent à restaurer la sépulture de la souveraine, présente une partie des annales des règnes de la dynastie. Celles concernant Mérenrê conservent partiellement les offrandes du roi aux dieux. Certaines de ces offrandes consistent en bétail énuméré à la manière d'un recensement et offert à différentes divinités faisant partie de l'Énnéade d'Héliopolis, tels Ouadjet ou Seth, ainsi qu'à Ptah et Néfertoum de Memphis. On apprend aussi grâce à ces inscriptions que Mérenrê honora les dieux du pays depuis le delta comme Khentykhety, dieu d'Athribis, jusqu'en Haute-Égypte, en passant par les principaux sanctuaires de Rê à Hélopolis, d'Harsaphes d'Henensou ou Héracléopolis Magna, de Khentamentiou à Abydos. Le roi confirme ainsi la politique de ses prédécesseurs immédiats qui favorisent le développement des cultes locaux. Outre les dons de bétails et volatiles qui viennent alimenter les réserves de ces temples et cités, le roi offre des denrées rares comme du parfum, de l'encens ou des objets en métaux précieux comme l'or et l'argent.

## Contemporains du règne
Du règne de Mérenrê nous connaissons plusieurs dignitaires de rang élevé qui ont été particulièrement actifs au service du roi. On citera notamment :
- Ouni, d'Abydos, ancien vizir de son père. Le roi le nomme « prince et gouverneur de Haute-Égypte » et le charge d'expéditions aux carrières d'Ibhat et de Hatnoub afin d'en rapporter le mobilier funéraire du roi, comme une grande table d'offrande en albâtre, ainsi que des éléments pour la construction de la pyramide, tels des linteaux, des herses, le sarcophage du roi et son couvercle et même le pyramidion du monument.
- Sabou Tjéty, grand prêtre de Ptah, est un autre grand dignitaire du royaume déjà en fonction sous le règne de Pépi Ier. À la tête du puissant clergé memphite, il est l'artisan du programme architectural du règne. Sa tombe qui a été retrouvée à Saqqarah a livré une stèle fausse-porte et un décret royal réformant le clergé du temple de Ptah.
- Ptahchepsès Impy, architecte du roi, lui-même fils d'architecte, dont le tombeau a été mis au jour par George Andrew Reisner à Gizeh. Il s'agit de l'un des rares tombeaux de cette période à avoir été retrouvé inviolé, livrant aux archéologues le mobilier intact du dignitaire constitué de vaisselle de bronze et divers ustensiles, de vaisselle de pierre et mobilier liturgique, du sarcophage intact et de son précieux contenu. Ptahchepsès œuvrait sous les ordres du vizir et a participé à la construction de la pyramide de Mérenrê à Saqqarah.
- Djaou, frère de l'épouse principale du roi, Ânkhésenpépi II, succède probablement à Ouni en tant que vizir du roi. Il est notamment connu par deux décrets pris en faveur de Coptos et d'Abydos, ce dernier témoignant des travaux effectués dans le temple du dieu sur ordre du roi. C'est sur l'une de ces stèles que la onzième année de Mérenrê est attestée.
- Hirkhouf nomarque d'Assouan qui organise des expéditions en Nubie afin d'en rapporter des biens précieux comme le bois, l'ivoire et de l'or. Ces expéditions avaient aussi pour objectif de pacifier les tribus nubiennes et ainsi d'assurer la domination égyptienne sur cette région.

## Sépulture
La pyramide de Mérenrê Ier, nommée Khanéfer Mérenrê (La perfection de Rê est apparue), est édifiée dans la nécropole royale de Saqqarah sur un emplacement situé à peu de distance au sud-ouest de la pyramide de son prédécesseur Pépi Ier. La pyramide fut explorée pour la première fois en 1880 par Gaston Maspero.

### Complexe funéraire

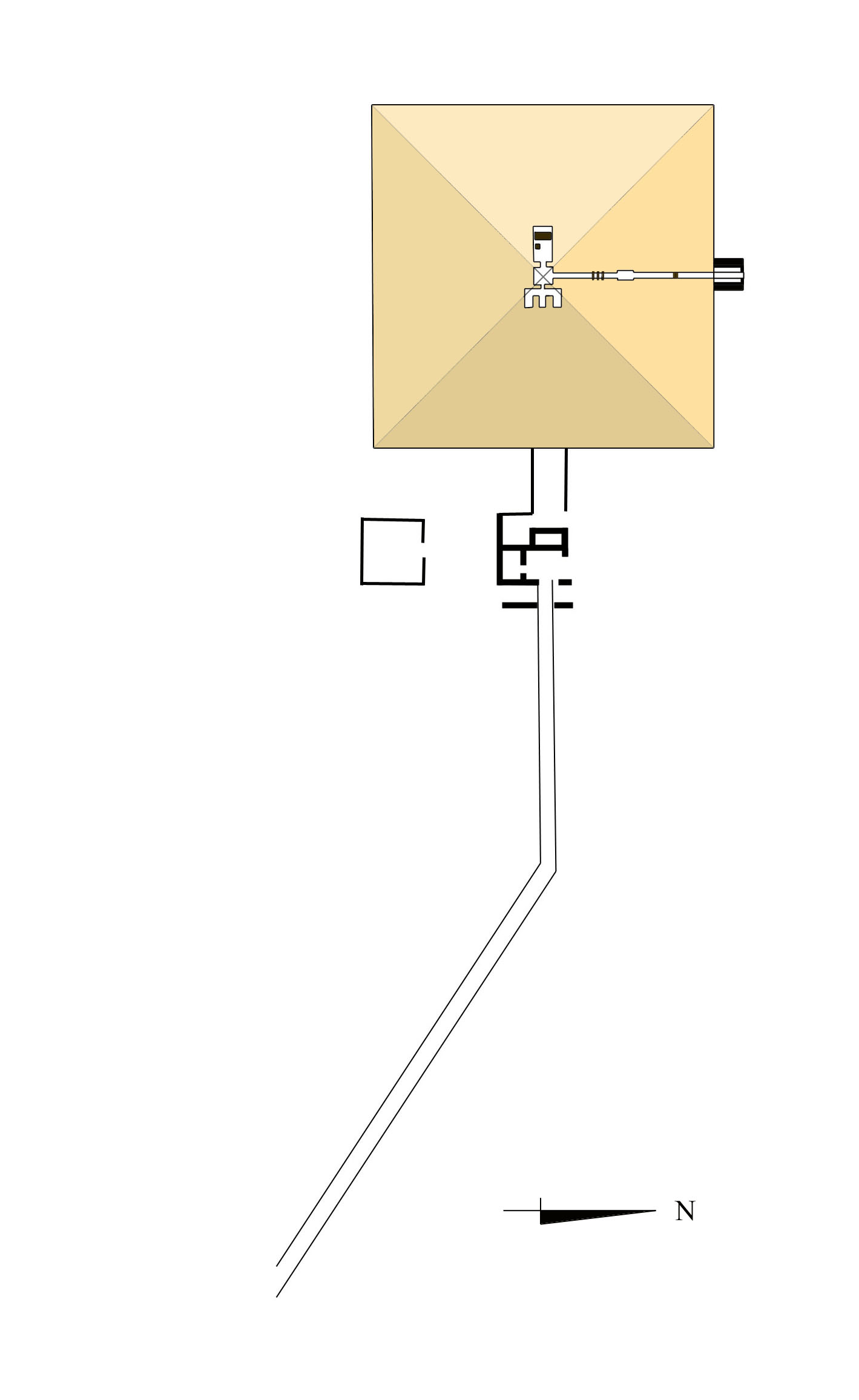
Plan du complexe funéraire

Le complexe de la pyramide est également resté inachevé. Dès les années 1830, John Shae Perring a découvert un mur d'enceinte en briques de terre cuite et une chaussée qui fait un virage pour contourner la pyramide de Djedkarê Isési et qui relie un présumé temple de la vallée au temple funéraire. De ce dernier, il ne reste que le dallage en calcaire et quelques restes de murs. Comme les reliefs ne sont en partie disponibles que sous forme de dessins préparatoires, les travaux dans le temple semblent avoir été arrêtés prématurément après la mort précoce de Mérenrê.

### Pyramide

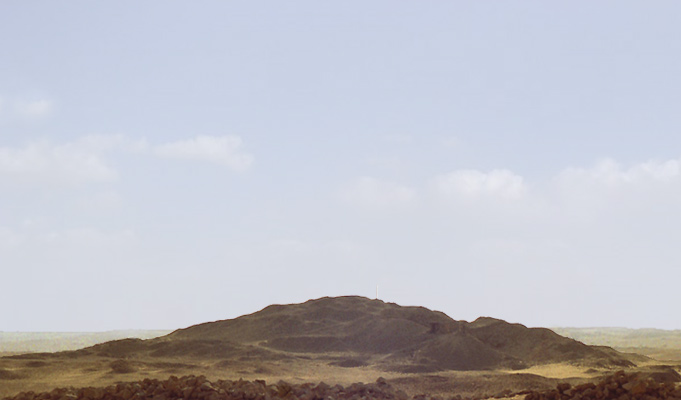
Ruines de la pyramide de Mérenrê Ier.

Dans ses dimensions et sa structure, la pyramide suit un programme standard établi depuis Djedkarê Isési. La pyramide avait une base carrée de 78,75 m de côté, soit 150 coudées, convergeant vers le sommet à ~ 53° et mesurait autrefois 52,5 m, soit 100 coudées de haut. Du côté nord, un couloir descendant mène d'une chapelle à une chambre intermédiaire. De là, le couloir devient horizontal et mène à l'antichambre, bloquée par des herses, qui se trouve sous le centre de la pyramide. De là, l'antichambre conduit au serdab à l'est et à la chambre funéraire à l'ouest. L'antichambre et la chambre funéraire ont un toit peint d'étoiles. Les murs des couloirs et des chambres sont également décorés, entre autres, de textes des pyramides. Dans la chambre funéraire, outre le sarcophage, qui contenait encore une momie (voir ci-dessous), on a trouvé un coffre canope et de modestes restes du matériel funéraire,.

### Momie

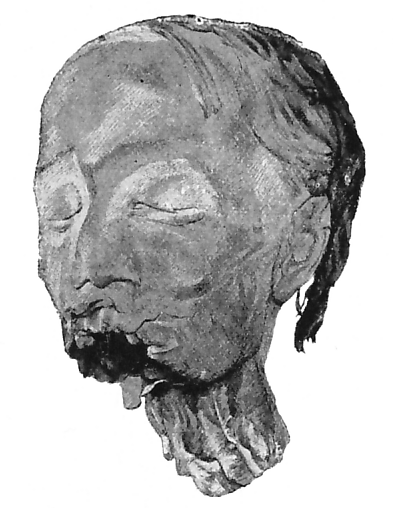
Tête d'une momie trouvée dans la pyramide de Mérenrê.

Les frères Emil et Heinrich Brugsch ont trouvé en janvier 1881 dans la chambre funéraire la momie d'un homme de 1,66 m de haut qui est apparemment mort jeune et qui portait encore la tresse de cheveux de jeunesse. Cependant, il n'était pas dans le sarcophage, mais à côté. L'état de la momie était mauvais, car elle avait déjà été endommagée par les pilleurs de tombes qui avaient arraché les bandages de la momie. Emil et Heinrich Brugsch ont décidé de transporter la momie au Caire pour la montrer à Auguste Mariette, qui était mourant. Cependant, pendant le transport, la momie a subi d'autres dommages importants. Les dommages subis par le train ont empêché le transport de la momie au Caire par voie ferrée. Les frères Brugsch l'ont donc porté sur la distance restante à pied. Lorsque le sarcophage en bois est devenu trop lourd, ils ont retiré la momie, la cassant en deux. La momie a finalement atteint le Musée de Boulaq, puis plus tard rejoindra le Musée égyptien du Caire. Depuis 2006, elle est exposée au musée Imhotep de Saqqarah. Des restes de clavicule, de vertèbres cervicales et d'une côte ont été donnés au Musée égyptien de Berlin par Emil Brugsch (Inv. no 8059). Cependant, ils ont été perdus lors du déménagement pendant la Seconde Guerre mondiale sans jamais avoir été examinés,.
De même, les parties de la momie qui restent en Égypte n'ont pas encore été examinées en profondeur. L'identité du défunt n'a donc pas été clairement clarifiée. Alors qu'Emil et Heinrich Brugsch ainsi que Gaston Maspero supposaient qu'il s'agissait des restes du roi Mérenrê, Grafton Elliot Smith avait déjà exprimé des doutes à ce sujet au début du XXe siècle. En raison de la technique du bandage, il a supposé qu'il s'agissait d'une momie de la XVIIIe dynastie. Le débat n'est toujours pas tranché : si Renate Germer, par exemple, est d'accord avec le verdict de Smith, Dennis Forbes la considérait encore comme la momie du roi Mérenrê en 1997 D'autres chercheurs comme Mark Lehner et Rainer Stadelmann considèrent que seul un examen approfondi de la momie sera susceptible de clarifier la question de l'identité,.